# KCJ GROUP
KCJ GROUP株式会社（ケーシージェイ・グループ、英称：KCJ GROUP INC.）は、東京都中央区に本社を置く体験型（ロールプレイング）商業施設であるキッザニアの企画、開発を行う会社。

## 沿革
- 2004年9月27日 - 会社設立。
- 2006年10月5日 - 「キッザニア東京」開業。
- 2009年3月27日 - 「キッザニア甲子園」開業。
- 2011年
  - 4月1日 - 関連会社として「株式会社オークビレッジマネジメント」を設立。
  - 11月1日 - 社名を「株式会社キッズシティージャパン」から「KCJ GROUP株式会社」に変更。
- 2018年
  - 10月1日 - KDDIが株式の過半数を取得し、KDDIの連結子会社となる[2]。
  - 10月10日 - KDDIとの間で、包括的パートナーシップを構築することを発表[2][3]。
- 2022年7月31日 - 「キッザニア福岡」開業。

## 運営施設
- キッザニア東京 - アーバンドック ららぽーと豊洲内で営業中。
- キッザニア甲子園 - ららぽーと甲子園内で営業中。
- キッザニア福岡 - ららぽーと福岡内で営業中。

## 開発中止施設
- キッザニア名古屋[4] - 名古屋市の再開発地区「みなとアクルス」内、ららぽーと名古屋みなとアクルス西側に整備予定[5]。2020年度開業予定であったが、建設費の高騰を受けて延期[6]。最終的に2025年8月8日付で中止となった[7]。

## テレビ番組
- 日経スペシャル カンブリア宮殿 「子どもが"働くことを学ぶ"大切さ」（2008年9月8日、テレビ東京）- 出演：キッズシティージャパン 社長 住谷栄之資[8]。

## 書籍

### 関連書籍
- 『子どもがやる気になる育て方 ディズニーとキッザニアに学ぶ』（著者:安孫子薫 数住伸一）（2013年5月23日、総合法令出版）ISBN 9784862803603
- 『キッザニア流！体験のすすめ 子どもがやる気になる31のヒント』（著者:住谷栄之資）（2014年2月14日、ポプラ社）ISBN 9784591137666

## 関連会社
- オークビレッジマネジメント